# 遠星物語
《遠星物語》是一款由Radical Fish Games開發、Deck13發行的2D動作角色扮演遊戲，2015年5月15日以Steam搶先體驗形式推出Windows版，2018年9月20日遊戲正式在Windows、Mac OS與Linux上發售。2020年7月9日在PlayStation 4、Xbox One、任天堂Switch上發售。
《遠星物語》設定在遙遠未來的虛擬世界，故事發生在一個名為「遠星世界」的高科技MMOG（大型多人線上遊戲）。主角莉亞（Lea）失去了記憶和語言能力，為了解開身世之謎，她毅然進入這個遊戲世界。本作融合了類似《薩爾達傳說》的探索解謎、流暢快速的戰鬥系統、以及角色成長、裝備收集、支線任務...等角色扮演遊戲要素。

## 遊玩方式

玩家可利用射擊牆壁子彈會反射的特性來解開場景中的謎題

《遠星物語》是一款2D像素畫風的動作角色扮演遊戲，結合迷宮探索、解謎、平面射擊、角色培養等多種要素。故事設定在一座名為「遠星世界」（CrossWorlds）的MMO遊戲世界，如同現實的網路遊戲一般，包含打怪練功、收集素材、接任務、組隊等內容。雖然世界觀以網路遊戲作為題材，但本作僅有單人模式，並未支援多人遊玩。
遊戲的戰鬥系統主要可分為近戰、彈球、衝刺、防禦這四大基礎能力。近戰是一種近身格鬥術，攻擊動作固定是揮砍和迴旋斬，攻擊力比遠程還高，但被敵人反擊的風險也較大；彈球（Balls）是一種遠程射擊術，又被稱作「虛擬彈射飛彈」（Virtual Ricochet Projectile），首先對著任意方向進行瞄準，然後向目標投擲出飛球。主要有快速射擊與蓄力射擊兩種射擊技巧，針對特定敵人使用射擊甚至可以達到破防效果。彈球還有一項特性，就是碰到障礙物會反彈，流程中大部分謎題都需要利用這項特性；衝刺是一種移動技巧，可用來閃避攻擊或是穿越特定地形，最多可以連續衝刺三次；防禦是一種降低受傷的技能，使用時會在玩家的正面方向架起一個護盾，護盾的方向可以自由轉動。
在基礎能力之上的進階技能則是「戰技系統」，對應於近戰、彈球、衝刺、防禦，衍生出四大類戰技。主角在升級時可使用點數來解鎖新的戰技，戰鬥中需要消耗固定的「SP」點數才能施放戰技，SP點數會在戰鬥中緩慢的自動增加，或透過攻擊敵人來更快提升。此外，另一項與戰技搭配的是「元素系統」，包含火、冰、電、波四種元素，每種元素各自擁有獨特的戰技與技能樹，而且只能在迷宮探索時取得。元素可強化戰鬥成效，比方使用火屬性攻擊冰屬性的敵人會造成額外傷害。此外也能解除特定地形阻礙，例如使用火焰彈可融化擋路的冰柱。

## 開發
遊戲製作組Radical Fish Games是一個來自德國的小型工作室。《遠星物語》的雛型最早始於2011年一次針對HTML5遊戲引擎的小型實驗，之後隨著Radical Fish Games工作室的成立，遊戲正式進入開發階段。2012年年底，製作組首次釋出一個簡單的技術展示Demo。2014年11月30日，釋出一個包含初期劇情與RPG要素的正式版Demo。2015年2月25日，在Indiegogo網站上發起募資活動，最終在兩個月內募得9萬歐元。2015年5月15日，遊戲以搶先體驗形式登上Steam平台，之後基本上每個月固定更新與擴展遊戲內容。2017年5月16日，遊戲更新簡體中文字幕。2018年9月20日，遊戲脫離搶先體驗階段並正式發售。
2018年4月6日，官方宣布將推出PlayStation 4版，發售日未定。2019年1月，官方宣布將在2019年內推出任天堂Switch版。2019年3月11日，微軟宣布遊戲加入ID@Xbox計畫，官方發布新聞稿將於2019年在Xbox One推出。
2020年7月9日，遊戲在PlayStation 4、Xbox One、任天堂Switch平台同步發售。

## 評價
遊戲在搶先體驗階段便已獲得不少讚賞，正式發售後仍然頗受好評，在Metacritic網站上獲得了85/100的媒體平均分數。
IGN日本給予遊戲9.5/10的評分。評論者認為遊戲的戰鬥系統相當流暢，可與另一款作品《光明旅者》相提並論，同時戰鬥也充滿策略性與挑戰性，如同西洋棋一樣需要玩家冷靜思考並應對敵人。地城中的謎題也相當有挑戰性。像素畫風與人物動畫演出都製作得相當完美。以MMO作為題材是一大特色，美中不足的是在人物塑造與劇情後續發展較為薄弱、不夠深入，此外某些支線任務也過於冗長且重複感較高。
PC Games網站給予遊戲82/100的評分。評論者認為遊戲具備精緻的16位元像素畫面，劇情簡單明瞭，角色造型討喜，戰鬥快速且好上手。不過地城流程過於冗長，部分謎題設計不太平衡，雖然謎題本身算是合理，但需要快速的反應能力與操作，容易讓人產生挫折。另外背景音樂部分也稍嫌單調。

## 外部連結
- 官方网站（英文）